# Томас Гесслер
То́мас Ге́сслер (нім. Thomas Häßler; *30 травня 1966, Західний Берлін) — німецький футболіст, півзахисник. Чемпіон світу (1990) і чемпіон Європи (1996).

## Біографія
Починав кар'єру в юнацькій команді «Райнікендорф Фюше». З 1984 став виступати в бундеслізі за ФК «Кельн». Разом з клубом був віце-чемпіоном ФРН у 1989 і 1990 роках.
Після чемпіонату світу 1990 року перейшов за 15 млн. марок до «Ювентуса». Однак вже наступний сезон розпочав у «Ромі», куди був проданий за 14 млн марок.
В 1994 році повернувся до Німеччини: за 7 млн марок його підписав клуб «Карлсруе». Разом з командою кілька разів виступав у Кубку УЄФА, у великій мірі посприяв успіхам клубу у внутрішній першості. В сезоні 1997/98 «Карлсруе» все ж понизився у класі, що змусило Хесслера покинути команду.
Сезон 1998/99 він провів у «Боруссії» з Дортмунда, однак протягом року так і не зіграв жодного повного матчу.
В 1999 Хесслер підписав контракт з мюнхенськими левами. З новою командою досягнув 4-го місця в сезоні 1999/00 (найвище досягнення клубу на той час), неодноразово грав у єврокубках, був ведучим виконавцем команди.
У 2003 році підписав контракт на рік з австрійським «Казино». 2005 року зіграв прощальний матч на домашньому стадіоні «Кельна».
За 12 років Хесслер провів 101 матч у складі збірної Німеччини. Став чемпіоном світу в 1990 році і чемпіоном Європи в 1996. У збірній був штатним виконавцем штрафних ударів, після яких м'ячі часто залітали в сітку.
Після завершення кар'єри працював у 2007 помічником головного тренера збірної Нігерії Берті Фогтса.
Станом на початок 2010 року — асистент головного тренера ФК «Кельн».

## Досягнення
- Чемпіон світу: 1990
- Чемпіон Європи: 1996
- Віце-чемпіон Європи: 1992
- Бронзовий олімпійський призер: 1988
- Володар Кубка Італії: 1992
- Футболіст року в Німеччині: 1989, 1992